# Merinotus minyas
Merinotus minyas är en stekelart som först beskrevs av Charles Thomas Brues 1924.  Merinotus minyas ingår i släktet Merinotus och familjen bracksteklar. Utöver nominatformen finns också underarten M. m. kampalensis.